# Van Allenovy sondy
Van Allenovy sondy, původně Radiation Belt Storm Probes (RBSP), jsou dvě robotické umělé družice NASA, které v letech 2012-2019 prováděly výzkum Van Allenových radiačních pásů. Detailní znalost radiačních pásů a jejich proměnlivosti je velmi důležitá pro plánování kosmických letů, návrh a provoz umělých družic a kosmických lodí a bezpečnost astronautů. Sondy vypuštěné 30. srpna 2012 v rámci programu Living With a Star (Život s hvězdou) fungovaly sedm let. Deaktivovány byly v roce 2019, kdy jim došlo palivo. Z oběžné dráhy by měly být staženy po roce 2030.

## Úvod
Program Living With a Star (program NASA), jehož součástí byly projekty RBSP a Solar Dynamics Observatory (SDO) řídí Goddardovo kosmické středisko NASA, za celkovou realizaci a přístrojové vybavení a řízení pro RBSP byla zodpovědná Laboratoř aplikované fyziky Univerzity Johnse Hopkinse (APL). Kvůli obavám, zda elektronika družice vydrží dlouhodobé působení radiace v radiačních pásech, byla primární mise naplánována na 2 roky, s očekávaným prodloužením na 4 roky. Mise skončila po 7 letech kvůli vyčerpání paliva, což prokázalo odolnost elektroniky obou sond. Jejich životnost je považována za rekordní výkon z hlediska odolnosti vůči radiaci.
Sondy spolupracovaly se zařízením BARREL (Balloon Array for RBSP Relativistic Electron Losses) měřícím částice, které unikly z pásů a dostaly se až do zemské atmosféry.
Sondy původně pojmenované Radiation Belt Storm Probes (RBSP) byly přejmenovány po Jamesi Van Allenovi, objeviteli radiačních pásů, které sondy studovaly.

### Milníky
- Dokončení přezkumu koncepce mise, 30.–31. ledna 2007[7]
- Vyhodnocení předběžného návrhu, říjen 2008
- Potvrzení vyhodnocení, leden 2009
- Přeprava sond z Laboratoře aplikované fyziky v Laurelu ve státě Maryland na leteckou stanici Cape Canaveral Vzduch Síla Stanice na Floridě, 30. dubna 2012
- Vypuštění sond z kosmodromu Space Launch Complex 41 na Cape Canaveral Space Force Station na Floridě, 30. srpna 2012 v 08:05 UTC.[8]
- Deaktivace Van Allenovy sondy B, 19. července 2019.
- Deaktivace Van Allenovy sondy A, 18. října 2019. Konec mise.

### Start

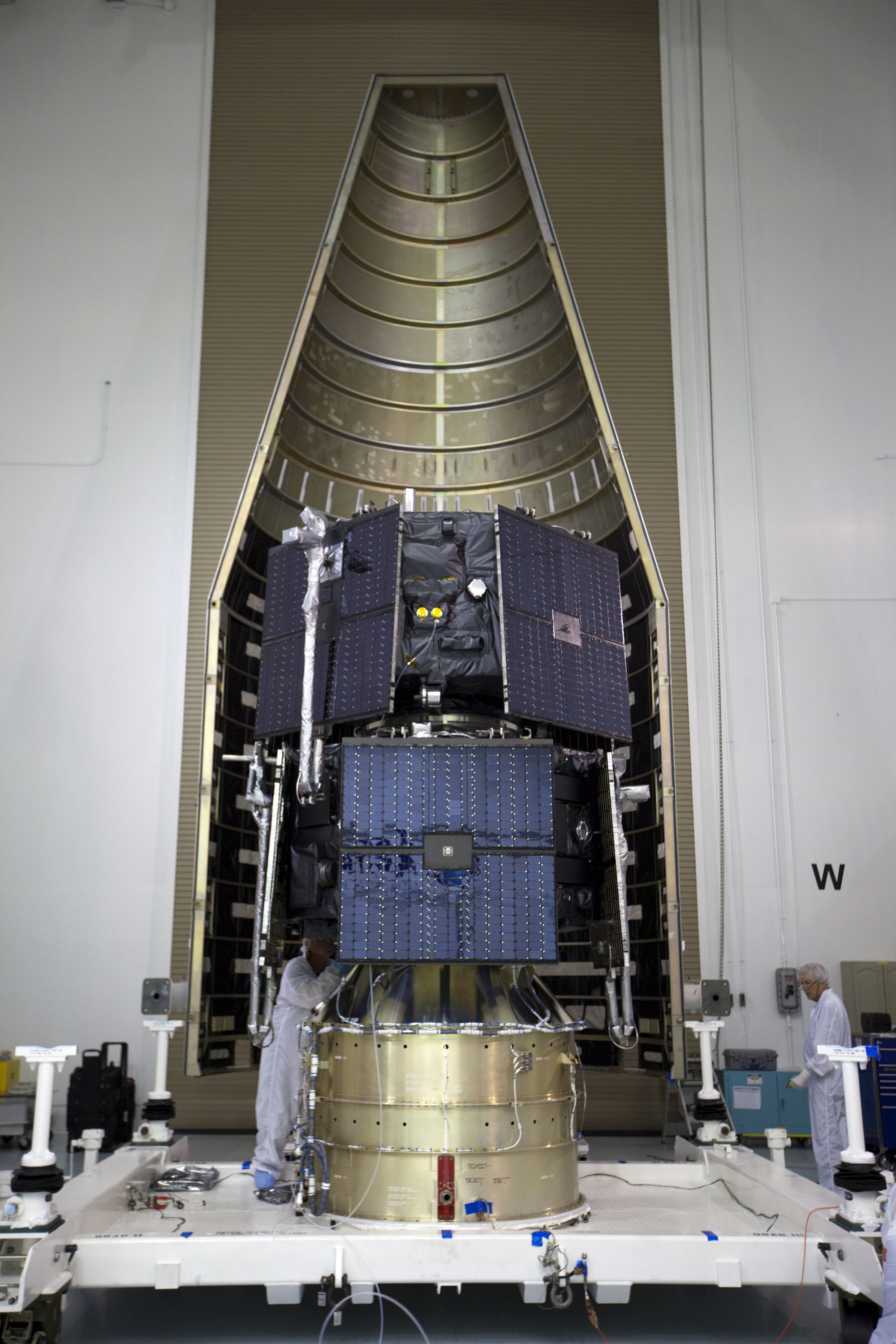
Sondy pod krytem pro užitečný náklad

Dne 16. března 2009 společnost United Launch Alliance (ULA) oznámila, že NASA ji udělila smlouvu na vypuštění RSBP pomocí rakety Atlas V 401. Start původně plánovaný na časné ráno 23. srpna, byl čtyři minuty před uskutečněním odložen. Špatné počasí zabránilo startu 24. srpna, a po dalším preventivním odkladu kvůli ochraně rakety a družic před hurikánem Isaac, byl nakonec start uskutečněn 30. srpna 2012 v 4:05 AM EDT.

### Konec mise
12. února 2019 vedoucí mise zahájili proces jejího ukončení snížením perigeí kosmických lodí, které zvyšuje jejich atmosférické brzdění a vede k jejich zániku v atmosféře. Tím je zajištěno, že sondy po určité době shoří v atmosféře, aby nepředstavovaly ohrožení v podobě orbitálního smetí. Původní záměr byl, že sondy ukončí činnost do začátku roku 2020 nebo když jim dojde palivo potřebné pro orientaci slunečních panelů na Slunce. K zániku družic v atmosféře by mělo dojít v roce 2034.
Van Allenova sonda B byl vypnuta 19. července 2019, když operátor mise potvrdil, že jí došlo palivo. Van Allenova sonda A byla z téhož důvodu deaktivována 18. října 2019. Tím byla mise Van Allenových sond po sedmi letech činnosti ukončena.

## Přínos pro vědu
Velikost Van Allenových radiačních pásů kolísá podle změn v mnohem větším systému vesmírného počasí poháněného energií a materiálem vycházejícími ze Slunce, které vyplňují celou Sluneční soustavu. Vesmírné počasí působí polární záře, které lze ve vyšších zeměpisných šířkách pozorovat na noční obloze, ale může také poškozovat umělé družice, způsobit selhání energetické soustavy a narušovat GPS navigaci. Van Allenovy sondy byly vytvořeny, aby pomohly vědcům porozumět této oblasti a navrhovat kosmické lodě, které mohou lépe odolávat kosmickému prostoru. Cílem mise bylo prohloubit vědecké poznání toho, jak se populace relativistických elektronů a iontů v prostoru formují nebo mění v reakci na změny sluneční aktivity a slunečního větru.
Obecné vědecké cíle mise byly následující:
- Zjistit, které procesy – samostatně nebo v kombinaci – urychlují a transportují částice v radiačním pásu a za jakých podmínek.
- Pochopit a kvantifikovat únik elektronů z radiačních pásů.
- Určit rovnováhu mezi procesy, které způsobují urychlování elektronů, a těmi, které způsobují jejich ztráty.
- Pochopit, jak se radiační pásy mění během geomagnetických bouří.

První výsledky publikoval výzkumný tým v květnu 2016. Uvádí, že prstencový proud, který obklopuje Zemi, se chová v mnoha ohledech jinak, než se dosud předpokládalo. Prstencový proud se nachází ve vzdálenosti přibližně 10 000 až 60 000 km od Země. Změny elektrického proudu jsou způsobeny pouze nízkoenergetickými protony. Data ukazují, že kolem Země existuje trvalý prstencový proud, který je tvořen vysokoenergetickými protony. Během geomagnetických bouře je zesílení prstencového proudu způsobeno novými nízkoenergetickými protony, které vstupují do oblasti blízké Zemi.

### Vědecké výsledky
V únoru 2013 byl ze sloučených dat z Van Allenových sond objeven třetí dočasný radiační pás, který zanikl po několika týdnech při zesílení slunečního větru.

## Kosmická loď

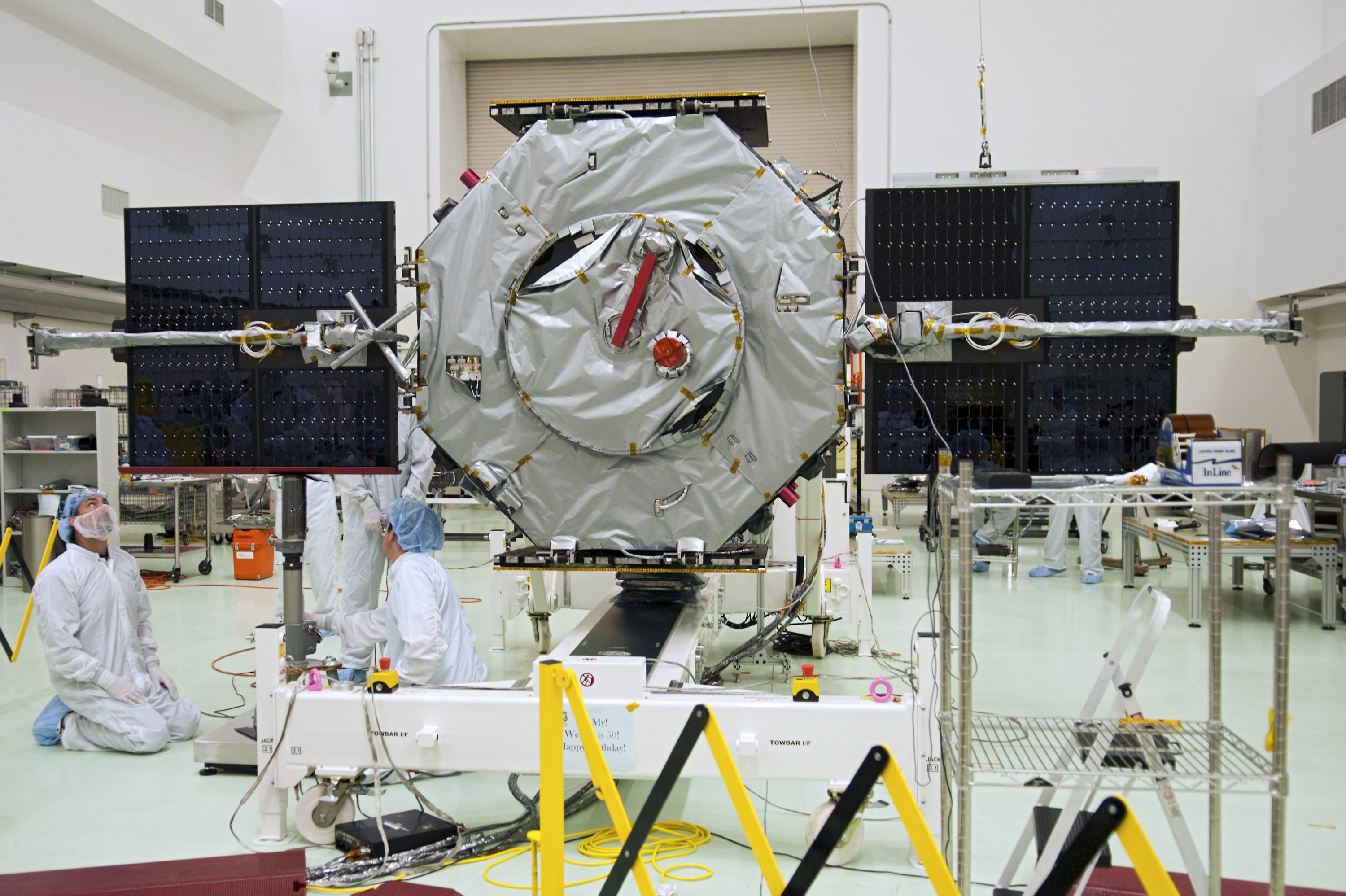
Testovací nasazení slunečních panelů a magnetometru Van Allenovy sondy A

Van Allenovy sondy jsou dvojice rotací stabilizovaných kosmických sond, které byly vyneseny jednou raketou Atlas V. Obě sondy musely pracovat v drsných podmínkách, které zkoumaly; zatímco jiné družice si mohou dovolit luxus vypnutí nebo ochrany v prostředí intenzivního vesmírného počasí, Van Allenovy sondy musely pokračovat ve shromažďování dat. Proto byly zkonstruovány tak, aby vydržely neustálé bombardování částicemi a zářením, jež se očekávalo v této náročné oblasti vesmíru.

### Přístroje

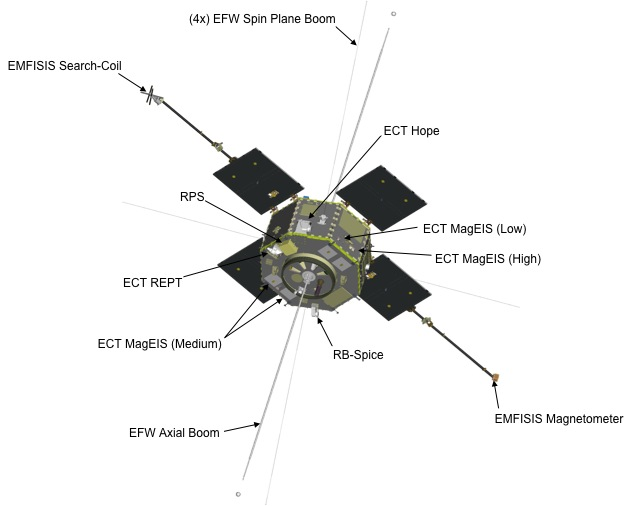
Schéma sondy

Protože bylo nezbytné, aby obě sondy prováděly měření shodnými přístroji a mohly tak sledovat změny v radiačních pásech v prostoru i čase, obě sondy nesly následující přístroje:
1. Energetic Particle, Composition, and Thermal Plasma (ECT) Instrument Suite;[17] hlavním výzkumníkem je Harlan Spence z University of New Hampshire.[18] Klíčovými partnery v tomto výzkum jsou LANL, Southwest Research Institute, Aerospace Corporation a LASP (Laboratory for Atmospheric and Space Physics).
2. Electric and Magnetic Field Instrument Suite and Integrated Science (EMFISIS);[19] hlavním řešitelem je Craig Kletzing z University of Iowa.
3. Electric Field and Waves Instrument (EFW); hlavním řešitelem je John Wygant z University of Minnesota. Klíčovými partnery v tomto výzkumu jsou Kalifornská univerzita v Berkeley a Coloradská univerzita v Boulderu.
4. Radiation Belt Storm Probes Ion Composition Experiment (RBSPICE); hlavním řešitelem je Louis J. Lanzerotti z New Jersey Institute of Technology. Mezi hlavní partnery patří Applied Physics Laboratory a Fundamental Technologies, LLC.
5. Relativistický protonový spektrometr (RPS) z National Reconnaissance Office